# 佐々木海法
佐々木 海法（ささき みのり、2005年3月31日 -）は、日本将棋連盟（関西本部）所属の女流棋士。女流棋士番号は75。大阪府茨木市出身。森信雄七段門下。大阪府立春日丘高等学校卒業。関西大学政策創造学部中退。

## 棋歴

### 女流棋士になるまで
1つ上の兄と父が将棋を指しているのに影響を受けて将棋を始め、3つ下の弟も含め兄弟3人で将棋教室に通った。
2016年8月28日、小学6年生の時に第10回小学生女子将棋名人戦で準優勝。
2018年8月19日、中学生の時に第10回中学生女子将棋名人戦で準優勝。
2018年10月、関西研修会に入会。
2019年8月18日、第11回中学生女子将棋名人戦で優勝。
2020年8月12日、第16回高校生王将戦で３位入賞。
2021年10月24日、関西研修会の定例会で3連勝し、12勝3敗でB2クラス昇級となり、女流棋士（女流2級）になる資格を得た。

### 女流棋士になってから
2021年12月1日付で日本将棋連盟（関西本部）所属の女流2級となった。
同年12月27日、デビュー戦となった第49期女流名人戦予選で山口稀良莉に勝利し、公式戦初勝利。
2022年2月7日、同じく第49期女流名人戦予選で武富礼衣に勝利し女流棋士デビューから3連勝、女流名人戦の予選決勝進出により女流1級に昇級。

## 棋風
- 得意戦法は三間飛車[1]。

## 人物
- 趣味は音楽鑑賞[1]。
- 先祖は佐々木盛綱[16]。実家は1262年創建の浄土真宗本願寺派の寺院、光明山佛照寺[6]。
- 「海法」という珍しい名前は、お経「讃仏偈（さんぶつげ）」の一節から付けられた[17]。

## 昇段・昇級履歴
研修会
- 2018年10月00日 - 関西研修会入会
- 2021年10月24日 - 関西研修会B2クラスに昇級（女流2級資格）

女流棋士
- 2021年12月01日 - 女流2級 = プロ入り[1]
- 2022年02月07日 - 女流1級（女流名人戦予選決勝進出、女流通算3勝0敗）[18]
- 2024年04月01日 - 女流初段（年度成績指し分け以上・8勝以上／2023年度13勝11敗、女流通算25勝23敗）[19][20][21]

## 主な成績

### 在籍クラス
| 2023 | 3 |  |  |  |     | D26 | 5-3 |
| 2024 | 4 |  |  |  |     | D11 | 7-1 |
| 2025 | 5 |  |  |  | C16 |     |     |
| 女流順位戦の 枠表記 は挑戦者。右欄の数字は勝-敗(番勝負/PO含まず)。 順位戦の右数字はクラス内順位 ( x当期降級点 / *累積降級点 / +降級点消去 ) |   |  |  |  |     |     |     |

### 年度別成績
| 年度         | 対局数 | 勝数 | 負数 | 勝率   | (出典) | 女流通算成績 | 女流通算成績 | 女流通算成績 | 女流通算成績 | 女流通算成績 |
| ------------ | ------ | ---- | ---- | ------ | ------ | ------------ | ------------ | ------------ | ------------ | ------------ |
| 2021年度     | 5      | 3    | 2    | 0.6000 | [ 22 ] | 対局数       | 勝数         | 負数         | 勝率         | (出典)       |
| 2022年度     | 19     | 9    | 10   | 0.4736 | [ 23 ] | 24           | 12           | 12           | 0.5000       | [ 24 ]       |
| 2023年度     | 24     | 13   | 11   | 0.5416 | [ 20 ] | 48           | 25           | 23           | 0.5208       | [ 21 ]       |
| 2024年度     | 22     | 12   | 10   | 0.5454 | [ 25 ] | 70           | 37           | 33           | 0.5285       | [ 26 ]       |
| 通算         | 70     | 37   | 33   | 0.5285 | [ 26 ] |              |              |              |              |              |
| 2024年度まで |        |      |      |        |        |              |              |              |              |              |